# Plough Lane (1912-1998)
Plough Lane was een voetbalstadion in de gelijknamige straat in de wijk Wimbledon in het zuidwesten van de Britse hoofdstad Londen. Het was de thuisbasis van Wimbledon FC van september 1912 tot mei 1991, toen de club de thuiswedstrijden van het eerste elftal verplaatste naar Selhurst Park als onderdeel van een overeenkomst om het stadion te delen met Crystal Palace. De hoofdreden van deze verplaatsing was het feit dat stadions vanaf dat seizoen alleen nog maar zitplaatsen mochten hebben van de Engelse voetbalbond.
Tot 1998 werd Plough Lane gebruikt door de reserve-elftallen van Wimbledon FC en Crystal Palace. In 1998 werd het complex verkocht door de eigenaar, de voormalige voorzitter van Wimbledon FC. Uiteindelijk werd het stadion gesloopt om plaats te maken voor appartementen. De ontwikkeling hiervan was in 2008 voltooid. Op verzoek van supporters van Wimbledon FC zijn de diverse blokken in het appartementencomplex vernoemd naar helden van de club om de herinnering voort te laten leven. Het gehele complex is vernoemd naar oud-speler Eddie Reynolds ("Reynolds Gate"). De zes individuele blokken zijn vernoemd naar andere oud-spelers, managers en een voorzitter: Bassett House (David Bassett), Batsford House (Allen Batsford), Cork House (Alan Cork), Lawrie House (Lawrie Sanchez), Reed House (Stanley Reed) en Stannard House (Harry Stannard).
Het was de wens van het bestuur van AFC Wimbledon, de opvolger van Wimbledon FC, om ooit terug te keren naar de eigen wijk en dan het liefst Plough Lane. Dit was niet geheel ondenkbaar omdat in die straat een stadion is gevestigd (het Wimbledon Greyhound Stadium) waar honden- en autoraces werden gehouden. Dat terrein was groot genoeg om een voetbalstadion te bouwen dat voldoet aan het ambitie-niveau van AFC Wimbledon. Plannen om een nieuw stadion te bouwen voor AFC Wimbledon op de plaats van het Wimbledon Stadium, ongeveer 200 meter verwijderd van het originele stadion van Plough Lane, werden goedgekeurd door Merton Council in december 2015. De bouw van het nieuwe Plough Lane werd gestart in 2018 en in 2020 opgeleverd.

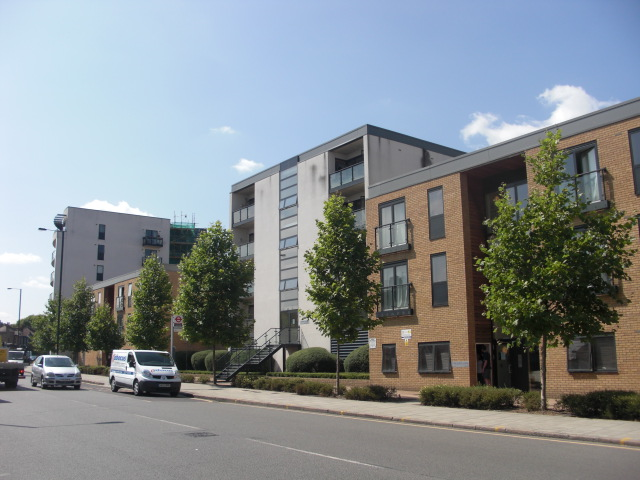
Plough Lane anno 2014 - In het midden Lawrie House